# Francisco Ximenes de Texada
Francisco Ximenes de Texada y Eslava – 69. Wielki Mistrz  Zakonu Rycerzy Szpitalników Świętego Jana Jerozolimskiego w latach 1773–1775.
Za jego to rządów Zakon zaczął być niepopularny, głównie z powodu wielkich kłopotów finansowych, spowodowanych przez wystawny styl życia poprzednika, Manuela Pinto. Rządy Ximenesa napiętnowane były nieudanym powstaniem księży w roku 1775.
Podczas rządów Ximenesa dobudowany został skład do Reduty Salina Prawa w Salina, i od tego czasu reduta zaczęła być znana jako Reduta Ximenesa, z racji olbrzymiej tarczy herbowej z herbem Wielkiego Mistrza, znajdującej się ponad wejściem.

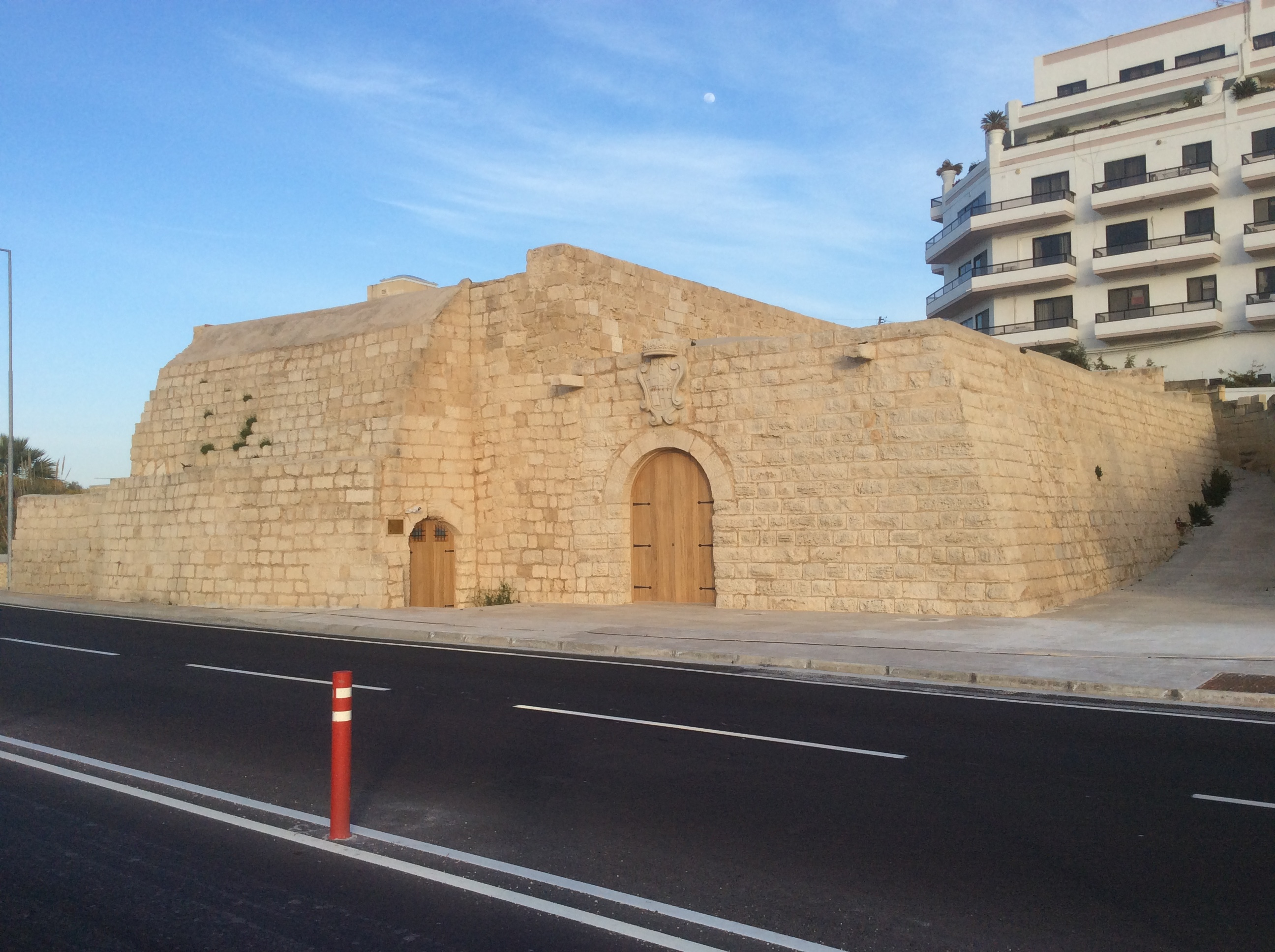
Reduta Ximenesa